# Timbaúba
Timbaúba, amtlich portugiesisch Município de Timbaúba, ist eine Stadt im brasilianischen Bundesstaat Pernambuco. Sie liegt im Nordosten des Bundesstaates und 100 km von der Hauptstadt Recife entfernt. Zum 1. Juli 2018 wurde die Zahl der Einwohner rückläufig auf 50.956 Personen geschätzt, die sich timbaubenses (Timbaubenser) nennen und auf einer Fläche von rund 293 km² leben. Als „Made in Timbaúba“ wurde der Ort für die Herstellung von Hängematten und Schuhen bekannt.
Der Ort wurde 1879 aus Itambé ausgegliedert und erhielt Selbstverwaltungsrechte. Er liegt im Biom des nördlichen Küstenurwalds der Mata Atlântica. Der Name leitet sich aus der Tupí-Sprache ab und bezeichnet eine dort häufig vorkommende Baumart.

## Söhne und Töchter der Stadt
- Mário Pedrosa (1900–1981), Kunstkritiker, Trotzkist
- Luis do Amaral Mousinho (1912–1962), Geistlicher und römisch-katholischer Erzbischof von Ribeirão Preto
- Maria Laura Moura Mouzinho Leite Lopes (1917–2013), Mathematikerin und Hochschullehrerin